# Центральна рівнина

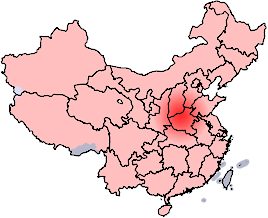
Район Центральної рівнини на карті КНР.

Центральна низовина (кит. трад. 中原, спр. 中原, піньїнь Zhōngyuán) — низовина в Китаї, в центральній течії річки Хуанхе. Південна складова Північнокитайської низовини. «Колиска» китайської цивілізації. Місце розташування столиць перших китайських династій Ся, Інь та Чжоу. 
В давнину називалася «Чжунхуа» (кит.: 中華) та «Чжунго» (кит.: 中国) — «Центральна країна», «Китай». 
Початково обмежувалась територією провінції Хенань. За уявленнями її жителів була оточена «варварами». 
На початку нашої ери, у зв'язку з формуванням етносу ханьців, які проводили політику культурної асиміляції варварів, розширила свої географічні межі від західної частини провінції Шаньдун до півдня провінцій Хебей та Шаньсі, і сходу провінції Шеньсі. 
З 10 століття, після просування китайців на південь й початку освоєння річки Янцзи, стала часто ототожнюватися з Північним Китаєм. Інколи виступає як синонім Північнокитайської рівнини.